# Plumularia caulitheca
Plumularia caulitheca is een hydroïdpoliep uit de familie Plumulariidae. De poliep komt uit het geslacht Plumularia. Plumularia caulitheca werd in 1881 voor het eerst wetenschappelijk beschreven door Fewkes. 